# 국립 인문학 기금

국립 인문학 기금(National Endowment for the Humanities, NEH)은 미국 연방 정부의 독립 연방 기관으로, 1965년 국립 예술 및 인문학 재단법(Pub.L. 89–209)에 의해 설립되었으며, 인문학 분야의 연구, 교육, 보존 및 공공 프로그램을 지원하는 데 전념하고 있다. NEH는 워싱턴 D.C. 7번가 SW 400번지에 위치한 콘스티튜션 센터에 자리하고 있다. 1979년부터 2014년까지 NEH는 펜실베이니아 애비뉴 북서 1100번지에 있는 낸시 행크스 센터에 있었다.

## 역사 및 목적
NEH는 박물관, 기록 보관소, 도서관, 단과대학, 대학교, 공영 텔레비전 및 라디오 방송국과 같은 문화 기관과 개별 학자에게 고품질 인문학 프로젝트에 대한 보조금을 제공한다. NEH의 사명 선언문에 따르면: "민주주의는 지혜를 요구하므로, NEH는 인문학의 우수성을 증진하고 역사적 교훈을 모든 미국인에게 전달함으로써 우리 공화국을 섬기고 강화한다."
NEH는 1965년에 국립 예술 및 인문학 재단의 하위 기관으로 설립되었으며, 이 재단에는 현재 국립 예술 기금, 박물관도서관서비스연구소, 연방 예술 및 인문학 협의회도 포함된다. NEH는 1963년에 파이 베타 카파 협회, 미국 학술단체협의회(ACLS), 대학원 협의회의 세 미국 학술 및 교육 협회 대표들이 모여 구성한 국립 인문학 위원회의 권고를 기반으로 한다.

이 기관의 명시된 목적은 다음을 통해 인문학 분야에서 우수한 작업에 대한 인센티브를 만드는 것이다.

- 학교와 대학에서 인문학의 교수 및 학습을 강화하는 보조금 지급
- 연구 및 독창적인 학술 활동 촉진
- 평생 학습 기회 제공
- 문화 및 교육 자원 보존 및 접근 제공
- 인문학의 제도적 기반 강화

모든 미국 주 및 영토에서 인문학 프로그램을 지원하는 임무의 일환으로, 이 기관은 미국 주 및 영토의 56개 인문학 협의회라는 사립 비영리 계열사 네트워크를 지원한다.
2025년 4월 1일 기준, 이 기관은 정부효율부로부터 인력을 최대 80%까지 감축하라는 요청을 받은 것으로 알려졌다. 다음 주에 주 및 관할권 인문학 협의회에 대한 자금 지원과 상당수의 직원에 대한 행정 휴가 부여를 포함하여 최소 1,200건의 바이든 시대 보조금이 취소되었다.

### 짐 리치의 NEH 의장 재임 기간 (2009–2013)
NEH의 9대 의장은 짐 리치였다. 오바마 대통령은 전 아이오와 주 공화당 하원의원인 그를 2009년 6월 3일에 NEH 의장으로 지명했으며, 상원은 2009년 8월에 그의 임명을 승인했다. 리치는 2009년 8월 12일에 NEH 의장 임기를 시작하여 2013년 5월에 사임했다. 2009년 11월부터 2011년 5월까지 리치는 미국 "시민성 투어"를 진행하며 정치에 이성과 시민성을 회복할 필요성을 강조했는데, 그의 말에 따르면 이는 "인문학의 핵심" 목표였다. 리치는 50개 주를 모두 방문하여 대학 및 박물관 강당부터 재향 군인 병원에 이르기까지 다양한 장소에서 연설하며 비감정적이고 시민적인 교류와 타인의 관점에 대한 합리적인 고려의 복귀를 지지했다. 리치에 따르면, "공공 영역에서 사려 깊고 품위 있는 표현의 윤리를 확립하는 것보다 더 중요한 것은 거의 없다. 말은 의미뿐만 아니라 감정을 반영한다. 말은 사고를 명확하게 하거나 흐리게 하며, 행동을 활성화시키는데, 때로는 우리의 더 나은 천사 같은 본성을 이끌어내고 때로는 더 나쁜 본능을 이끌어낸다."

### 윌리엄 애덤스의 NEH 의장 재임 기간 (2014–2017)
NEH의 10대 의장은 윌리엄 애덤스였으며, 2014년부터 2017년까지 재임했다. 오바마 대통령은 2014년 4월 4일에 애덤스를 지명했고, 애덤스는 2014년 7월 9일 상원에서 구두 투표로 인준되었다. 애덤스는 2015년 1월에 마거릿(페기) 플림프턴을 NEH 부의장으로 임명했다.
애덤스가 임명되기 전 NEH는 캐롤 M. 왓슨 대행 의장이 이끌었다. 애덤스는 2017년 5월 23일 "공동선" 이니셔티브 하의 성과와 새 행정부 공무원 임명을 언급하며 사임했다.

### 존 패리시 피드의 NEH 의장 재임 기간 (2018–2022)
도널드 트럼프 행정부 하에 임명된 존 패리시 피드는 2018년부터 2022년까지 NEH 의장을 역임했다. 2020년 2월 10일, NEH는 트럼프 행정부로부터 기관의 질서 있는 폐쇄를 포함하는 2021 회계연도 예산을 제시받았다.

### 셸리 로우의 NEH 의장 재임 기간 (2022–2025)
기관 폐쇄 계획은 바이든 행정부 하에서 중단되었으며, NEH는 계속 운영되며 다양한 프로젝트에 자금을 지원한다. 2022년에 셸리 로우는 NEH 의장으로 인준되었다. 그녀는 이 기관을 이끄는 첫 아메리카 원주민이다. 의회는 2022 회계연도에 NEH에 1억 8천만 달러를, 2023년에는 2억 7백만 달러를 책정했다.
로우는 2025년 3월에 사임했다. 기관 대변인은 로우가 "트럼프 대통령의 지시에 따라" 떠났다고 말했다. NEH의 법률 고문인 마이클 맥도널드는 2025년 3월 12일 기준 의장 대행을 맡고 있다.

## 지도부 및 이니셔티브

### 거버넌스
기금은 NEH 의장이 지휘한다. 의장을 자문하는 것은 대통령이 임명하고 상원의 인준을 받는 26명의 저명한 민간인으로 구성된 국립 인문학 협의회이다. 국립 협의회 위원들은 6년 임기로 교대하여 봉사한다.

### NEH 의장
기금은 모든 권고를 승인하고 보조금 및 협력 협약을 수여할 법적 권한을 가진 의장이 지휘한다. 의장은 대통령이 지명하고 미국 상원의 조언과 동의를 받아 인준된다. 의장의 결정은 국립 인문학 협의회의 권고, 기금에 제출된 각 프로젝트 제안을 검토하도록 선정된 동료 심사자, 그리고 기금 직원의 정보를 바탕으로 이루어진다.

### 국립 인문학 협의회
이 협의회는 27명의 위원으로 구성되며, 26명은 미국 대통령이 미국 상원의 동의를 받아 임명하고 NEH 의장이 협의회 의장을 겸한다. 대통령이 임명하는 26명은 인문학에 대한 폭넓은 지식, 전문성, 또는 헌신을 인정받고, 탁월한 봉사와 학술 또는 창의적 활동 기록을 확립한 미국 시민 중에서 선택되며, 인문학 분야의 학자 및 전문 실무자와 미국 전역의 대중의 견해를 포괄적으로 대표할 수 있도록 한다. 이러한 임명을 할 때, 대통령은 인문학에 참여하는 여성, 소수자, 장애인의 공정한 대표성을 충분히 고려해야 하며, 때때로 인문학과 관련된 주요 국가 기관이 제출할 수 있는 권고 사항도 고려할 수 있다.
이들은 6년 임기로 임명된다. 임기는 격년으로 1월 26일에 여러 임기가 끝나도록 조정된다. 위원들은 임기가 만료된 후 2년 동안 재임명될 자격이 없다. 그러나 후임자가 취임할 때까지 임기 만료 후에도 협의회에서 계속 봉사할 수 있다. 협의회 위원 중 14명은 정족수를 이룬다.

### 현직 이사회 위원
2024년 12월 22일 기준 현 이사회 위원들은 다음과 같다:
| 직위      | 이름                   | 취임일           | 임기 만료일     | 임명자        |
| --------- | ---------------------- | ---------------- | --------------- | ------------- |
| 의장 대행 | 마이클 맥도널드        | 2022년 2월 2일   | 2026년 2월 2일  | 조 바이든     |
| 위원      | 케이티 힉스 알브레히트 | 2019년 8월 5일   | 2024년 1월 26일 | 도널드 트럼프 |
| 위원      | 대릴 볼드윈            | 2021년 12월 18일 | 2024년 1월 26일 | 조 바이든     |
| 위원      | 프랜신 버먼            | 2015년 11월 24일 | 2020년 1월 26일 | 버락 오바마   |
| 위원      | 러셀 A. 버먼           | 2019년 8월 5일   | 2020년 1월 26일 | 도널드 트럼프 |
| 위원      | 앨리슨 블레이클리      | 2011년 1월 10일  | 2016년 1월 26일 | 버락 오바마   |
| 위원      | 키건 F. 캘러낸         | 2019년 9월 5일   | 2024년 1월 26일 | 도널드 트럼프 |
| 위원      | 콘스턴스 M. 캐롤       | 2011년 6월 1일   | 2016년 1월 26일 | 버락 오바마   |
| 위원      | 데보라 코언            | 2022년 7월 21일  | 2028년 1월 26일 | 조 바이든     |
| 위원      | 윌리엄 잉글리시        | 2019년 8월 5일   | 2024년 1월 26일 | 도널드 트럼프 |
| 위원      | 제닌 막스 피들러       | 2021년 10월 1일  | 2022년 1월 26일 | 조 바이든     |
| 위원      | 마조리 피셔            | 2019년 8월 5일   | 2022년 1월 26일 | 도널드 트럼프 |
| 위원      | 베벌리 게이지          | 2022년 3월 24일  | 2024년 1월 26일 | 조 바이든     |
| 위원      | 데이비드 하즈두        | 2022년 3월 16일  | 2024년 1월 26일 | 조 바이든     |
| 위원      | 크리스틴 M. 김         | 2022년 5월 19일  | 2026년 1월 26일 | 조 바이든     |
| 위원      | 도로시 코신스키        | 2013년 8월 5일   | 2016년 1월 26일 | 버락 오바마   |
| 위원      | 캐서린 매튜            | 2022년 3월 15일  | 2024년 1월 26일 | 조 바이든     |
| 위원      | 클레어 매카피리 그리핀 | 2019년 8월 5일   | 2022년 1월 26일 | 도널드 트럼프 |
| 위원      | 바네사 노딩턴 갬블     | 2022년 3월 16일  | 2024년 1월 26일 | 조 바이든     |
| 위원      | 린네트 영 오버비       | 2021년 12월 18일 | 2022년 1월 26일 | 조 바이든     |
| 위원      | 매튜 로즈              | 2019년 8월 5일   | 2024년 1월 26일 | 도널드 트럼프 |
| 위원      | 라몬 살디바르          | 2013년 1월 7일   | 2018년 1월 26일 | 버락 오바마   |
| 위원      | 데이비드 케카울리케 싱 | 2023년 12월 18일 | 2026년 1월 26일 | 조 바이든     |
| 위원      | 카렌 A. 스타우트       | 2022년 5월 19일  | 2026년 1월 26일 | 조 바이든     |
| 위원      | 캐서린 H. 타초         | 2013년 8월 5일   | 2018년 1월 26일 | 버락 오바마   |
| 위원      | 공석                   |                  | 2028년 1월 26일 |               |
| 위원      | 공석                   |                  | 2030년 1월 26일 |               |

### 지명
바이든 대통령은 위원회에 다음 인물들을 지명했다. 이들은 상원 인준을 기다리고 있다.
| 이름                             | 임기 만료       | 대체자           |
| -------------------------------- | --------------- | ---------------- |
| 에스트렐리타 보그라드 브로드스키 | 2026년 1월 26일 | 러셀 A. 버먼     |
| 대릴 윌리엄스                    | 2030년 1월 26일 | 셸리 로우        |
| 에밀리 이든쇼                    | 2028년 1월 26일 | 도로시 코신스키  |
| 마거릿 메리 피츠패트릭           | 2030년 1월 26일 | 캐서린 H. 타초   |
| 데보라 윌리스                    | 2028년 1월 26일 | 콘스턴스 M. 캐롤 |

### 주요 프로그램 사무실
NEH는 6개의 보조금 지급 부서 및 사무실을 두고 있다.
- 보존 및 접근 부서는 디지털 및 아날로그 형태로 인문학 분야의 주요 자료를 보존하고 유지하며 접근성을 개선하기 위한 보조금을 수여한다.
- 공공 프로그램 부서는 도서관 및 박물관, 텔레비전 및 라디오, 유적지, 디지털 미디어를 통해 인문학을 대중에게 전달하는 프로젝트를 지원한다.
- 연구 부서는 인문학 내외의 서적 출판을 지원하기 위한 상을 수여한다.
- 교육 부서는 인문학 교육을 지원하고 강화하는 데 힘쓴다.
- 연방/주 협력 사무실은 56개 주 및 영토 인문학 협의회와 협력하여 지역 프로그램을 강화한다.
- 디지털 인문학 사무실은 인문학에서 기술 활용에 대해 자문하고 조정하며, 2008년에 설립되었다.[28]

2017년에 해체된 챌린지 그랜트 사무실은 인문학 기관의 역량 강화 및 기금 모금을 장려하기 위한 보조금을 관리했다. 보존 및 접근 부서는 이제 챌린지 그랜트 사무실의 이전 프로그램과 유사한 보조금 프로그램을 제공한다.

### 특별 이니셔티브
이는 NEH 의장이 인정한 인문학의 중요한 영역을 나타내는 기금의 특별 우선순위이다. 이들은 특정 보조금 프로그램을 후원하거나 조정하지 않는다는 점에서 기금의 부서와 다르다.

#### 문화 연결 이니셔티브
문화 연결은 인문학이 다양한 역사, 문화, 관점을 가진 사람들에게 이해와 상호 존중을 증진하는 방법을 탐구하는 NEH 이니셔티브였다. 이 이니셔티브를 통해 지원되는 프로젝트는 전 세계 문화뿐만 아니라 미국 내 문화에도 중점을 두었다.

#### 함께 서다
2014년에 시작된 이 이니셔티브는 군사 경험에 대한 이해를 증진하고 귀향하는 참전 용사를 지원하는 데 우선순위를 둔 상을 수여하는 것을 목표로 한다.

#### 우리 인민
우리 인민은 NEH 의장 콜스가 시작한 NEH 특별 기금으로, 각 NEH 의장에게 할당된 전용 자금을 사용하여 미국 역사, 문화 및 민주주의 원칙에 대한 교육, 연구 및 이해를 장려하고 향상시키기 위해 고안되었다. 이 이니셔티브는 미국 역사의 중요한 사건과 주제를 탐구하고 미국을 정의하는 원칙에 대한 지식을 증진하는 프로젝트와 프로그램을 지원한다.
NEH에 따르면, 이 이니셔티브는 모든 미국 시민들 사이에서 미국 역사와 원칙에 대한 지식의 르네상스를 이끌었다. 이 이니셔티브는 2002년 9월 17일 헌법의 날에 시작되어 2009년까지 활발히 진행되었다.

## 주목할 만한 프로젝트
1965년 이래 NEH는 다음과 같은 많은 프로젝트를 후원했다.
- "투탕카멘의 보물" 전시회, 150만 명 이상이 관람했다.[34]
- 남북 전쟁, 켄 번스가 제작한 1990년 다큐멘터리로 3,800만 미국인이 시청했다.[35]
- 미국 도서관, 미국의 문학 유산을 기리는 소설, 에세이, 시집.[36]
- 미국 신문 프로젝트, 미국 초기부터의 신문 6330만 페이지를 목록화하고 마이크로필름으로 만든 작업. 이 프로그램은 현재 신문을 디지털화하여 미국 의회도서관이 관리하는 웹 자료인 크로니클링 아메리카를 통해 제공하고 있다.[37]
- 제임스 M. 맥퍼슨, 루이 메낭, 조안 D. 헤드릭, 버나드 베일린의 저서를 포함한 15권의 퓰리처상 수상작.[38]
- EDSITEment, "웹에서 가장 훌륭한 인문학"을 교사와 학생에게 제공하는 웹 프로젝트로, 1997년에 시작되었다.[39]
- 엘리너 에믈렌 마이어스가 촬영한 고고학 사진 자료실, 아테네와 보스턴 소재.[40]
- 어둠의 계곡, 에드워드 L. 에이어스와 윌리엄 G. 토마스 3세가 미국 남북 전쟁 중 남부 연합군 병사들의 경험을 바탕으로 만든 디지털 역사 프로젝트.[41]
- 메뉴에 무엇이 있나, 뉴욕 공립도서관의 레스토랑 메뉴 컬렉션의 디지털화 및 커뮤니티 기반 전사 작업.[42]
- 캐서린 앤 포터 100주년 기념, 메릴랜드 대학교에서 열린 포터와 그녀의 작품에 대한 발표, 영화 상영, 포터의 문서 자료를 담은 전시회가 포함된 콘퍼런스.[43]
- 역사적 카운티 경계 지도, 미국 카운티 경계에 대한 역사 지도 및 지리 정보 시스템.

## 상

### 제퍼슨 강연
1972년부터 NEH는 "연방 정부가 인문학 분야의 탁월한 지적 성과에 수여하는 최고 영예"라고 설명하는 제퍼슨 강연을 후원해 왔다. 제퍼슨 강연자는 매년 국립 인문학 협의회에서 선정한다. 수상자는 봄에 워싱턴 D.C.에서 강연을 하고 10,000달러의 사례금을 받는다. 이 영예의 명시된 목적은 "인문학 분야에서 중요한 학문적 공헌을 하고 인문학의 지식과 지혜를 폭넓게 호소력 있는 방식으로 전달할 수 있는 개인"을 인정하는 것이다.

### 국립 인문학 메달 및 찰스 프랭클 상
1997년에 제정된 국립 인문학 메달은 인문학에 대한 국가의 이해를 깊게 하거나, 시민들의 인문학 참여를 확대하거나, 미국인들이 인문학의 중요한 자료에 접근하는 것을 돕고 확대하는 데 기여한 개인이나 단체에게 수여된다. 매년 최대 12개의 메달이 수여될 수 있다. 1989년부터 1996년까지 NEH는 찰스 프랭클 상으로 알려진 유사한 상을 수여했다. 새로운 상인 청동 메달은 1995년 프랭클 상 수상자인 데이비드 매콜리가 디자인했다. 국립 인문학 메달 수상자 목록과 프랭클 상 수상자 목록은 NEH 웹사이트에서 확인할 수 있다.

## 휴머니티스 잡지
1969년부터 NEH는 휴머니티스(Humanities)라는 정기 간행물을 발행했는데, 원래는 1978년에 중단되었다. 1980년에 휴머니티스 잡지는 재출간되었으며(ISSN 0018-7526), 연간 6회 발행되며, 매년 한 호의 표지 기사는 그 해의 제퍼슨 강연자를 조명한다. 대부분의 기사는 NEH 활동과 관련이 있다. 2007년부터 이 잡지의 편집장은 언론인이자 작가인 데이비드 스키너이다. 1990년부터 2007년 사망할 때까지 휴머니티스는 매리 루 비티(이전에는 워싱턴 포스트의 고위 편집자였다)가 편집했다.

## 같이 보기
- 국립 인문학 기금 의장
- 주 인문학 협의회 목록
- 박물관도서관서비스연구소
- 국립 예술 기금
- 국립 인문학 메달
- 국립 인문학 메달 수상자

## 추가 자료
- Jensen, Richard. The Culture Wars, 1965–1995: A Historian's Map Journal of Social History (Vol. 29, Special Issue: Social History and the American Political Climate: Problems and Strategies (1995)), pp. 17–37 온라인
- Kammen, Michael. "Culture and the State in America." Journal of American History 83.3 (1996): 791–814. 온라인
- Koch, Cynthia M. "Postscript: The Endowments at Fifty." in Funding Challenges and Successes in Arts Education (IGI Global, 2018) pp. 32–48.
- Miller, Stephen. Excellence and Equity: The National Endowment for the Humanities (UP of Kentucky, 2015).
- Redaelli, Eleonora. "Understanding American cultural policy: the multi-level governance of the arts and humanities." Policy Studies 41.1 (2020): 80–97. 온라인
- Topf, Mel A. "The NEH and the Crisis in the Humanities." College English 37.3 (1975): 229–242. 온라인
- Zainaldin, Jamil. "Public works: NEH, Congress, and the state humanities councils." Public Historian 35.1 (2013): 28–50. 온라인